# Christian Engler
Christian Engler (ur. 11 listopada 1968) – niemiecki basista. Engler znany jest przede wszystkim z występów w grupie muzycznej Destruction. Z zespołem był związany w latach 1994–1998. W tym czasie występował także w formacji Necronomicon. Obecnie występuje w heavymetalowej grupie Ephemera's Party.